# Tigran Petrosjan
Tigran Vartanovič Petrosjan (in russo Тигран Вартанович Петросян?; in armeno Տիգրան Վարդանի Պետրոսյան?, Tigran Vartani Petrosyan; in georgiano ტიგრან ვართანის ძე პეტროსიანი?, Tigran Vartanis dze Petrosiani; Tbilisi, 17 giugno 1929 – Mosca, 13 agosto 1984) è stato uno scacchista sovietico, nono campione del mondo dal 1963 al 1969.
Era soprannominato Tigran di ferro e la roccia per via del suo stile contraddistinto da una difesa quasi impenetrabile, che enfatizzava la sicurezza sopra ad ogni altra cosa.
Fu candidato al campionato del mondo in otto occasioni nel periodo 1953-1980.
Si laureò campione mondiale nel 1963 (sconfiggendo il connazionale Michail Botvinnik) e difese il titolo con successo nel 1966 contro l'altro sovietico, Boris Spasskij, contro cui in seguito lo perse definitivamente nel 1969.
Fu quattro volte campione nazionale sovietico (1959, 1961, 1969, 1975) e fu sconfitto in un solo incontro dei 129 giocati alle olimpiadi degli scacchi.
È ritenuto con tutta probabilità il giocatore più difficile da battere della storia della disciplina.

## Biografia
Di famiglia armena, Petrosjan nacque a Tbilisi, in Georgia, dove trascorse gran parte dell'infanzia.
Imparò a giocare a scacchi all'età di otto anni, dopo essere entrato in una scuola locale di scacchi al palazzo dei pionieri di Tbilisi, subendo l'influenza delle teorie di Aaron Nimzowitsch nel suo stile di gioco.
Suo primo maestro fu Archil Ebralidze. Rimase orfano all'età di sedici anni.
Il suo primo risultato importante fu il 1º-3º posto (a pari merito con J. Vasilčuk e A. Reško) alla quarta edizione del campionato sovietico juniores (Leningrado 1945), con il risultato di 11 punti su 15. Il sesto campionato armeno (Yerevan 1946) vide Petrosjan vincere il titolo con il punteggio di 9 su 11. Ma lo stesso anno, a Leningrado, tra i candidati al titolo di maestro poté realizzare unicamente 6,5 su 15, per un 8º-11º posto a pari merito. 
 Nel settimo campionato georgiano (Tbilisi 1946) ottenne 12,5 su 19, secondo tra i georgiani. Il vincitore Paul Keres (18 su 19) giocò praticamente un torneo a sé, concedendo solo due patte, di cui una proprio a Petrosjan. Ottenne poi un pessimo risultato nelle semifinali del campionato sovietico di Tbilisi 1946, con solamente 6 punti su 17, arrivando 16º-17º. Vinse però il quinto campionato sovietico juniores di Leningrado 1946, finendo imbattuto con 14 su 15. Il campionato armeno del 1947 lo vide 2º-4º con 8,5 su 11 dietro ad un Igor' Bondarevskij ben più forte dei suoi rivali.
Nel campionato delle repubbliche caucasiche del 1948 arrivò 2º con 9 su 12, alle spalle del vincitore Vladimir Makogonov. Divise la vittoria con Henrik K'asparyan nell'ottavo campionato armeno del 1948, con 12,5 su 13.

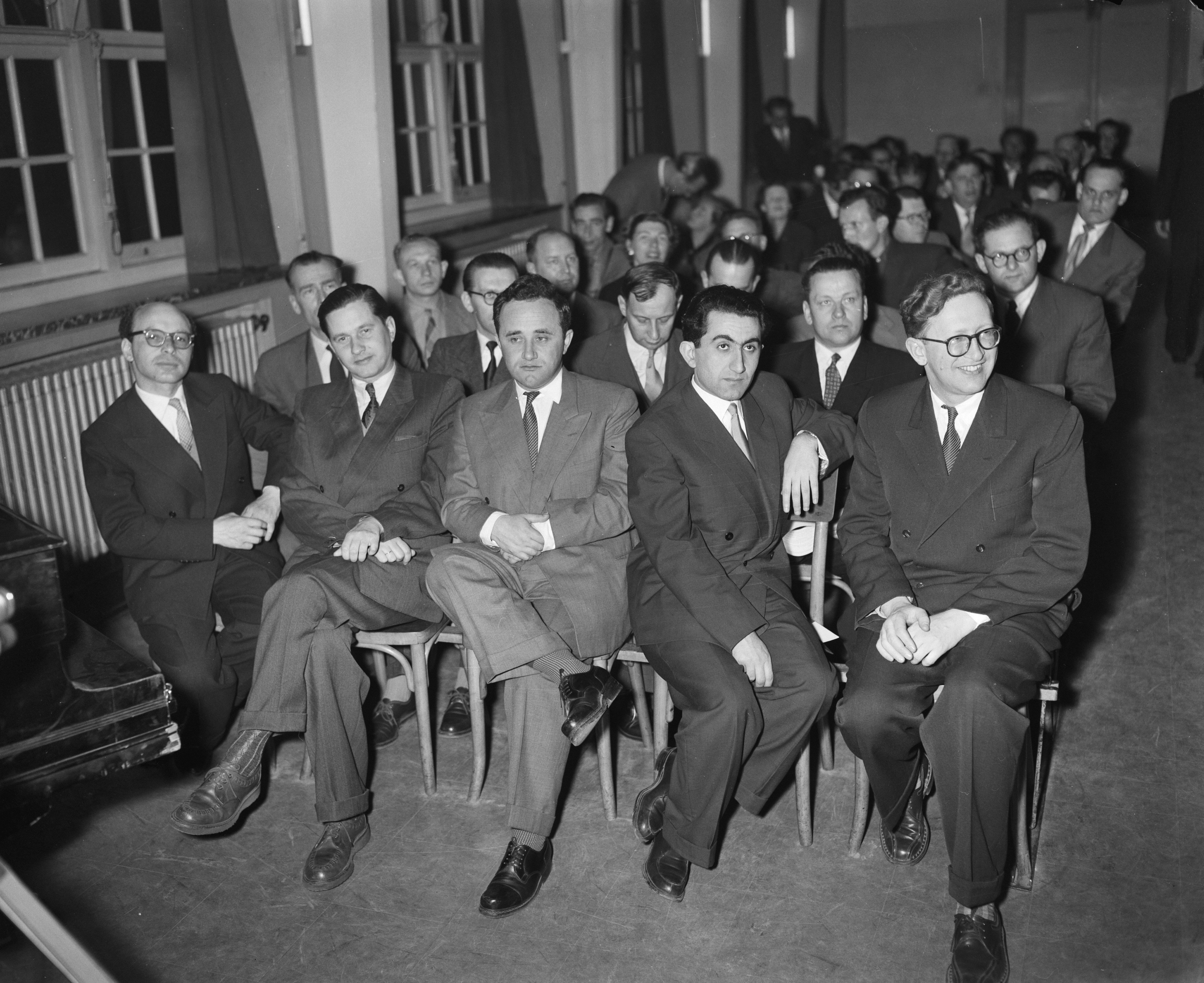
Sorteggio del torneo dei candidati 1956: (da sinistra a destra) David Bronštejn, Paul Keres, Juchym Heller, Tigran Petrosjan, Vasilij Smyslov

### Il trasferimento a Mosca: grande maestro

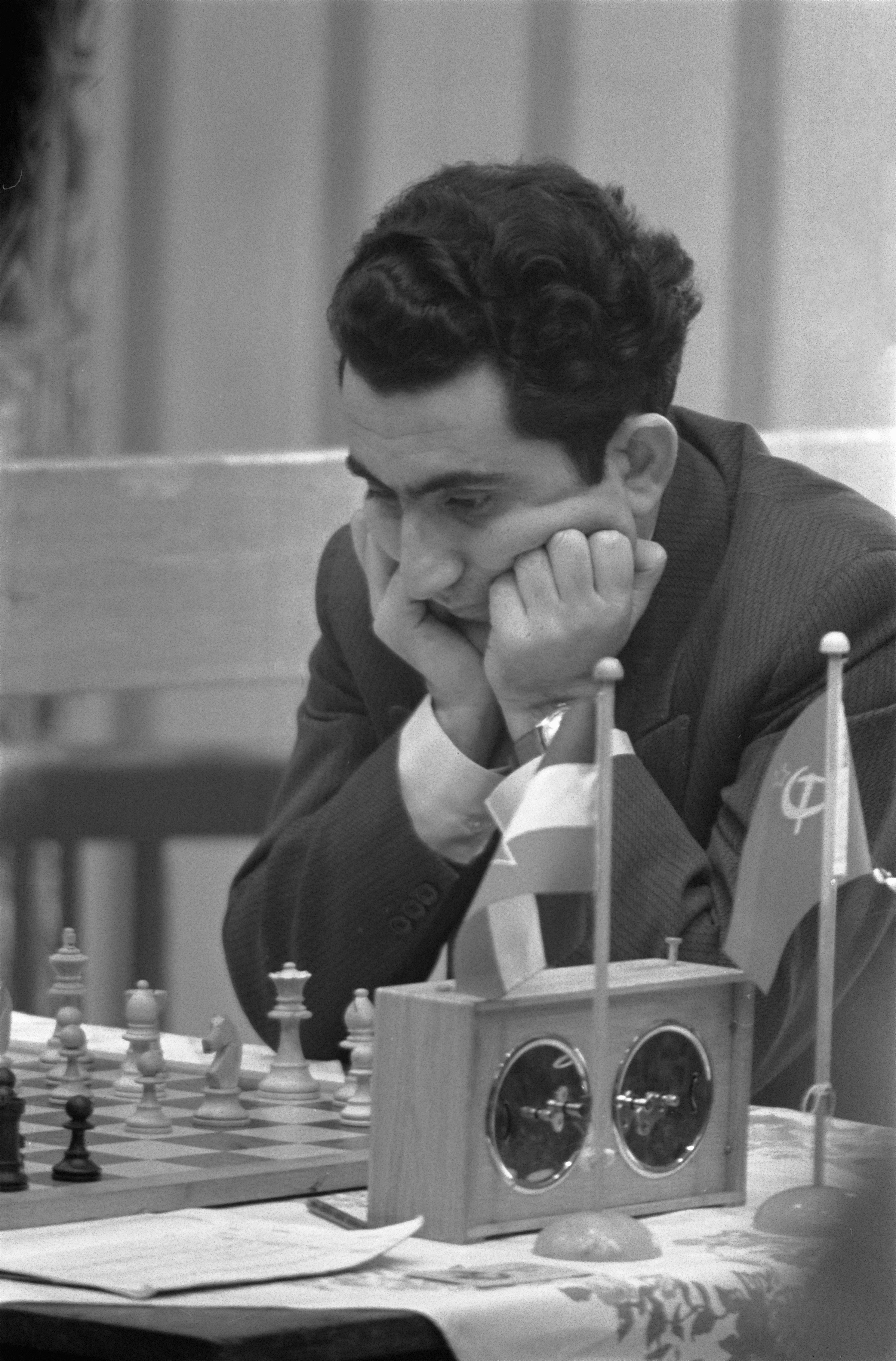
Nel 1960 durante il Torneo di scacchi di Wijk aan Zee

Un passo importante per Petrosjan fu la decisione di trasferirsi a Mosca nel 1949, dove iniziò a giocare, e vincere, molti tornei. La capitale, insieme a Leningrado e Kiev, era una delle tre principali città scacchistiche sovietiche. Vinse il torneo del 1951 a Mosca e iniziò a mostrare costanti progressi. Nel 1952 divenne a ventitré anni grande maestro sovietico e internazionale. Prima di dedicarsi unicamente alla carriera di scacchista, Petrosjan lavorò come custode e come spazzino. Nel 1952 si sposò con Rona Jakovlena Avinezar, una traduttrice attiva anche nei circoli scacchistici.

### Candidato al titolo mondiale
I suoi risultati nei triennali tornei dei candidati, tenuti per determinare lo sfidante del campione del mondo, mostrano un miglioramento costante: 5º a Zurigo 1953, 3º a pari merito ad Amsterdam 1956, 3º in Jugoslavia nel 1959.

### Campione del mondo
Nel campionato del mondo 1963, vinse il torneo dei candidati di Curaçao 1962 e l'anno successivo sconfisse Michail Botvinnik per 12,5 a 9,5 diventando così il nuovo campione del mondo di scacchi. Botvinnik patì lo stile cauto e paziente dell'armeno, con il quale bastava un'unica mossa avventata o anche solo imprecisa da parte sua perché Petrosjan lo punisse duramente. Lungo la strada al campionato del mondo è l'unico giocatore della storia ad essere stato imbattuto durante tutte le partite degli interzonali e del torneo dei candidati.
Divise il primo posto con Paul Keres alla Coppa Piatigorsky (Los Angeles, 1963), il suo primo torneo dopo la conquista del titolo.
Petrosjan difese il suo titolo nel 1966 sconfiggendo Boris Spasskij per 12,5 a 11,5. Divenne così il primo giocatore a vincere il primo match per il titolo mondiale durante il suo regno dalla vittoria di Alechin su Bogoljubov nel 1934.
Nel 1968 l'Università Statale di Erevan gli assegnò una laurea per la sua tesi "Chess logic".
Nel 1969 Spasskij ritentò l'assalto al titolo e questa volta Petrosjan fu sconfitto per 10,5 a 12,5.
Nel successivo ciclo di qualificazioni Petrosjan fu sconfitto nella finale dei candidati da Bobby Fischer con un netto 2,5 a 6,5 (+1 =3 -5), Petrosjan ebbe però almeno la soddisfazione di vincere la seconda partita, mettendo così fine alla serie, quasi incredibile a tali livelli, di 20 vittorie consecutive di Fischer (sette durante il torneo internazionale di Palma di Maiorca, sei contro Tajmanov, sei contro Larsen e la prima partita contro lo stesso Petrosjan).

### Olimpiadi e campionati a squadre

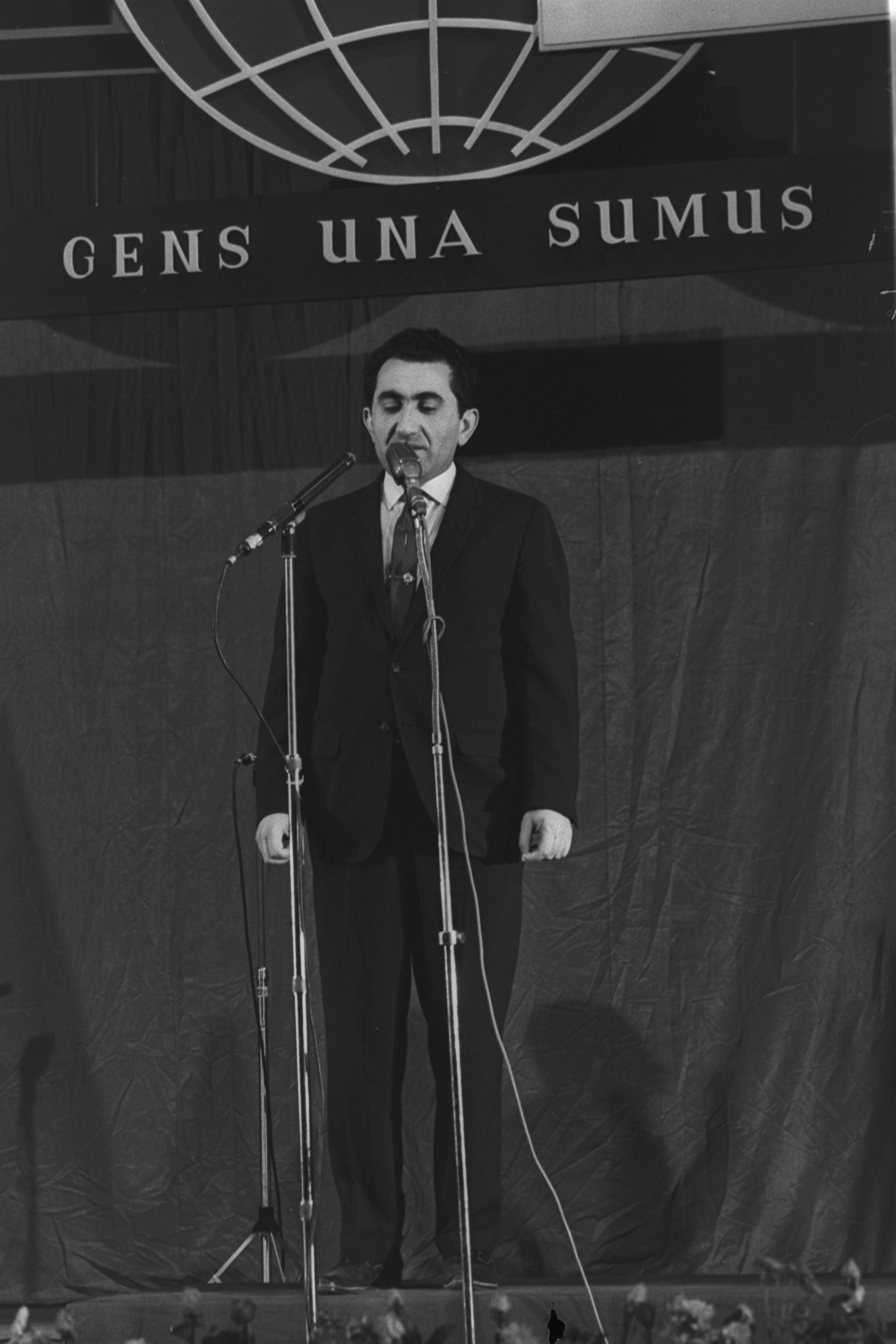
Petrosjan pronuncia il giuramento per la squadra sovietica alle Olimpiadi di Tel Aviv 1964

Petrosjan non fu selezionato per il team olimpico sovietico sino al 1958, fatto abbastanza curioso visto che allora era già stato candidato al titolo mondiale due volte. Ha poi però partecipato a dieci Olimpiadi degli scacchi consecutive, dal 1958 al 1978. Ha vinto 9 medaglie d'oro di squadra, una d'argento sempre di squadra e sei medaglie d'oro personali.
Il suo rendimento olimpico globale è stato impressionante: +78 =50 -1 (una sola sconfitta in 129 partite, contro Robert Hübner), un risultato complessivo del 79,8%. Tra chi ha partecipato ad almeno quattro olimpiadi questo è il terzo miglior risultato di sempre, dopo quello di Michail Tal' (81,2%) e di Anatolij Karpov (80,1). Il dettaglio dei suoi risultati olimpici:
- Monaco di Baviera 1958, 2a riserva, 10,5 su 13 (+8 = 5 -0), oro personale e di squadra
- Lipsia 1960, 2a riserva, 12 su 13 (+11 =2 -0), oro personale e di squadra
- Varna 1962, 2a scacchiera, 10 su 12 (+8 =4 -0), oro personale e di squadra
- Tel Aviv 1964, 1a scacchiera, 9,5 su 13 (+8 = 4 -0), oro di squadra
- L'Avana 1966, 1a scacchiera, 11,5 su 13 (+10 =4 -0), oro personale e di squadra
- Lugano 1968, 1a scacchiera, 10,5 su 12 (+9 =3 -0), oro personale e di squadra
- Siegen 1970, 2a scacchiera, 10 su 14 (+6 =3 -0), oro di squadra
- Skopje 1972, 1a scacchiera, 10,5 su 16 (+6 =9 -1), oro di squadra
- Nizza 1974, 4a scacchiera, 12,5 su 14 (+11 =3 -0), oro personale e di squadra
- Buenos Aires 1978, 2a scacchiera, 6 su 9 (+3 =6 -0), argento di squadra

Petrosjan partecipò come membro della squadra sovietica in ogni campionato europeo a squadre tenutosi durante la sua vita, per un totale di otto volte (dal 1976 al 1983), vincendo otto medaglie d'oro di squadra e quattro personali. Secondo Olimpase.org, archiviò una percentuale utile del 64,4% con 15 vittorie, 37 patte e 0 sconfitte. Nel dettaglio:
- Vienna 1957, 6a scacchiera, 4 su 5 (+3 =2 -0), oro personale e di squadra
- Oberhausen 1961, 4a scacchiera, 6 su 8 (+4 =4 -0), oro personale e di squadra
- Amburgo 1965, 1a scacchiera, 6 su 10 (+2 =8 -0), oro personale e di squadra
- Kapfenberg 1970, 1a scacchiera, 3,5 su 6 (+1 =5 -0), oro di squadra
- Bath 1973, 2a scacchiera, 4,5 su 7 (+2 =5 -0), oro personale e di squadra
- Mosca 1977, 2a scacchiera, 3.5 su 6 (+1 =5 -0), oro di squadra
- Skara 1980, 3a scacchiera, 2,5 su 5 (+0 =5 -0), oro di squadra
- Plovdiv 1983, 3a scacchiera, 3,5 su 5 (+2 =3 -0), oro di squadra

### La tarda carriera
Assieme a diversi altri forti giocatori sovietici di scacchi, firmò una petizione di condanna verso le azioni di Viktor Korčnoj, considerato dallo Stato un traditore per aver abbandonato l'Unione Sovietica, nel 1976. Al di là delle importanti questioni geopolitiche ai tempi della Guerra fredda, è probabile che l'adesione di Petrosjan sia stata motivata anche da questioni personali. I due giocatori avevano infatti tra loro un rapporto astioso almeno dal match dei candidati del 1974, dove Petrosjan abbandonò la semifinale contro Korčnoj dopo cinque partite, quando si ritrovò in svantaggio per 1,5 a 3,5 (+1 =1 -3). Il suo match contro Korčnoj del 1977 vide i due ex colleghi rifiutarsi di darsi la mano (pratica comune prima e dopo una partita) o anche solo di parlarsi; chiesero persino di avere mense e toilette separate. Petrosjan fu sconfitto e di conseguenza fu licenziato dalla carica di direttore della rivista di scacchi 64, la più diffusa in Unione Sovietica, che aveva fondato assieme ad Aleksandr Rošal'. I suoi detrattori condannarono la sua riluttanza al gioco d'attacco e alcuni la attribuirono a mancanza di coraggio. A questo punto però Botvinnik parlò in sua difesa, affermando che Petrosjan attaccava, ma solo quando aveva concrete chance di successo, e che la sua più grande forza era la difesa.

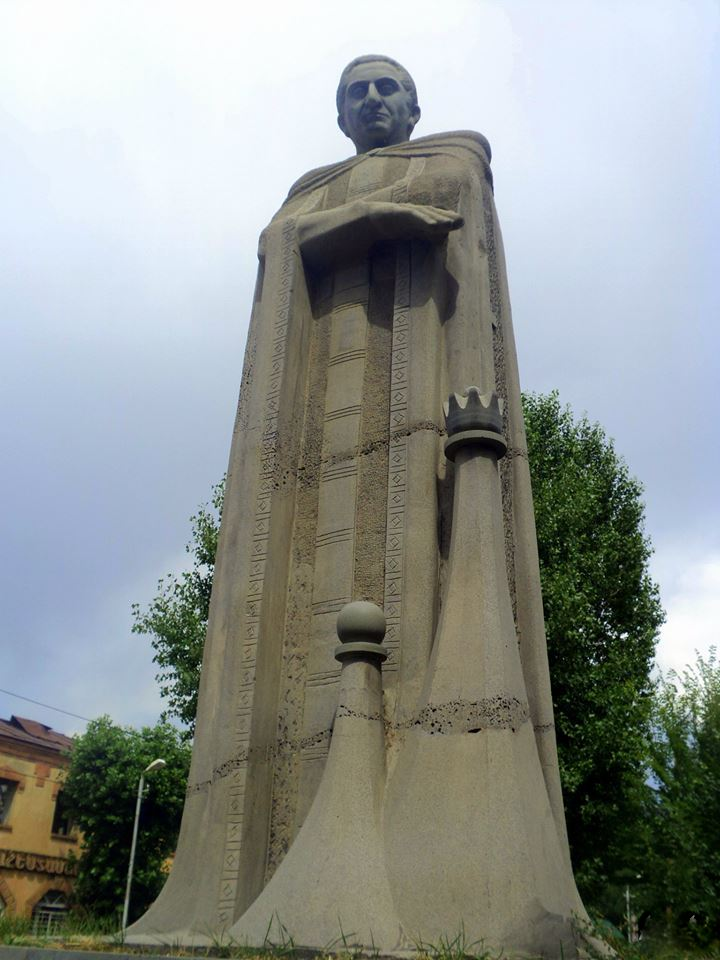
La statua dedicata a Petrosjan ad Aparan

Tra i suoi tardi successi si possono citare le vittorie al torneo di Lone Pine 1976 e nel Paul Keres Memorial del 1979 a Tallinn (12 su 16 imbattuto, davanti, tra gli altri, a Michail Tal' e David Bronštejn).
Nello stesso anno, assieme a Lajos Portisch e Robert Hübner, divise il primo posto nel torneo interzonale di Rio de Janeiro. Nel 1981 fu 2º a Tilburg, mezzo punto dietro al vincitore Oleksandr Beljavs'kyj. Qui ottenne la sua ultima grande vittoria, con una difesa incredibilmente precisa contro il forte attacco del giovane Garri Kasparov (vedi la partita Kasparov–Petrosjan, Tilburg 1981 su Chessgames.com).
Morì nel 1984 a Mosca all'età di 55 anni per un tumore dello stomaco.
È sepolto nel cimitero di Vagan'kovo. Nel 1987 l'allora 13º campione del mondo di scacchi Garry Kasparov scoprì un memoriale sulla sua tomba.
Vi sono rappresentati la corona d'alloro del campione del mondo e un'immagine della corona solare splendente dietro alle cime gemelle del monte Ararat, il simbolo nazionale dell'Armenia.

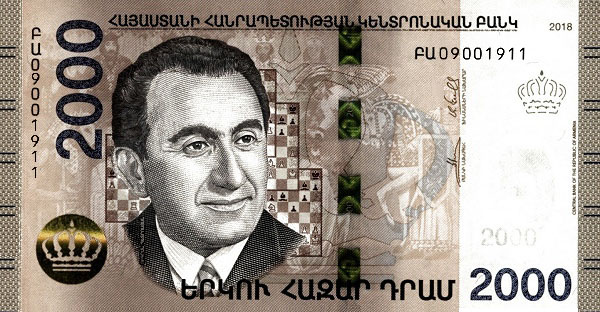
La banconota da 2000 Dram con raffigurato Petrosjan

Ad Aparan, cittadina dell'Armenia, è stato inaugurato un monumento a Tigran Petrosjan. I grandi scacchisti Spasskij, Kasparov e Topalov hanno inviato messaggi di felicitazioni. Gli è stata dedicata anche la piazza principale di Aparan.
Nel 2018 è stato raffigurato sulla banconota armena da 2000 Dram, secondo giocatore di sempre a ricevere questo riconoscimento dopo Paul Keres, rappresentato sulle 5 corone estoni.

## Eredità scacchistica
Due importanti varianti di apertura portano il suo nome:
- variante Petrosjan della difesa est-indiana: 1. d4 Cf6 2. c4 g6 3. Cc3 Ag7 4. e4 d6 5. Cf3 O-O 6. Ae2 e5 7. d5
- sistema Petrosjan della difesa ovest-indiana: 1. d4 Cf6 2. c4 e6 3. Cf3 b6 4. a3

È noto soprattutto per essere stato uno dei migliori giocatori a sviluppare la teoria della profilassi, anni dopo Aaron Nimzowitsch. Il suo stile di gioco era prettamente strategico, notevole per la capacità di anticipare i possibili attacchi dell'avversario, tanto che Bobby Fischer disse di lui: «Sa fiutare una minaccia avversaria con venti mosse d'anticipo». Non concedeva punti deboli all'avversario ed era molto difficile batterlo: per lui fu coniato il termine "super-posizionalista", come opposto complementare del "super-romanticismo" di Michail Tal'.
Il suo stile di gioco, poco spettacolare, fu giudicato da alcuni troppo arido, benché tecnicamente impeccabile. Sempre a causa del suo stile fu un campione non particolarmente amato dal mondo scacchistico, forse anche per una certa mancanza di socievolezza, dovuta ad una non trascurabile forma di sordità, che, per chi non ne fosse al corrente, poteva appunto sembrare altezzosità, superbia, mancanza di rispetto verso gli altri. Invece, era assai amabile e, siccome spesso era al centro delle battute, peraltro benevole, dei propri colleghi, stava sempre al gioco. Insomma, c'era una bella differenza tra l'uomo e lo scacchista, cosa abbastanza rara nello scacchismo, ove carattere, personalità e temperamento spessissimo sono un tutt'uno con il modo di giocare. Le sue partite sono oggi molto studiate nelle scuole di scacchi di tutto il mondo. Fu direttore della rivista di scacchi Šachmatnaja Moskva nel periodo 1963–66.

## Opere letterarie
- Lezioni di strategia, Roma, Prisma Editori, 1991.
- Petrosjan - Oltre i confini della teoria, Roma, Prisma Editori, 1998.